# Tetracnemoidea spilococci
Tetracnemoidea spilococci is een vliesvleugelig insect uit de familie Encyrtidae. De wetenschappelijke naam is voor het eerst geldig gepubliceerd in 1957 door Ferrière.